# El Sot de l'Om
El veïnat del Pla de Vilamajor és un dels 7 veïnats del municipi de Sant Pere de Vilamajor, juntament amb Santa Susanna de Vilamajor, el veïnat de Canyes, les Brugueres, el Bruguer i Boscassos i Vallserena. El veïnat té al nord els Refugis del Montseny, a l'oest el veïnat dels Boscassos i Vallserena i a l'est el municipi de Palautordera. Aquest veïnat és entre dos sots, el sot de l'Om i el sot de l'aigua. L'habiten diverses masies disseminades de les quals destaquen Can Parròquia, Can Sota, Torre Guillera, Can Santana, Cal Nen... El veïnat separa dues conques diferents, la dels rius Mogent i Tordera. Les dues rieres que atravessen el veïnat són la riera de Vallserena que desemboca a la riera de Vilamajor i llavors al riu Mogent. L'altra és el torrent de Traveria que desemboca a la riera d'Avellanera al terme de Santa Maria de Palautordera per després desembocar al riu Tordera.